# Knitting Factory
La Knitting Factory (littéralement "La Filature") est un club de musique new-yorkais, à l'origine spécialisé dans le jazz et la musique expérimentale, et de façon plus générale dans toutes les musiques avant-gardistes.
Le club est situé à Brooklyn, et possède également d'autres salles à Boise dans l'Idaho, à Reno dans le Nevada, et à Spokane dans l'État de Washington. Une nouvelle salle est prévue à Hollywood (Los Angeles).

## Histoire
Le club a été fondé en 1987 par Michael Dorf et Bob Appel, tous deux originaires de Milwaukee (Wisconsin). Au début, la Knitting Factory était censé être aussi bien une galerie d'art, avec un espace de performance et un café, qu'un foyer pour les musiques expérimentales. En 1996, Dorf devint l'unique propriétaire. Il déplaça le club à TriBeCa puis ouvrit un nouveau club à Los Angeles. Il entama un travail d'enregistrement et d'édition discographique associé aux deux salles, Knitting Factory Records.
Le club se fit rapidement connaître comme point d'accueil pour les sonorités qui ne se laissaient pas facilement réduire aux catégories habituelles de rock ou de jazz. Des artistes comme John Zorn, Defunkt, The Fall, Sonic Youth, Cassandra Wilson, Yo La Tengo, Cecil Taylor, Cluster, Bill Frisell, et de très nombreux autres s'y sont produits. Il est un véritable vivier de toute la nouvelle scène musicale new-yorkaise.
En juillet 2008, les propriétaires annoncent un changement de lieu de la salle new-yorkaise, qui doit s'installer dans un espace beaucoup plus réduit situé à Williamsburg (Brooklyn),. En définitive, ils changent d'avis et rouvrent la salle de TriBeCa, produisant des groupes comme The Shells, the Cro-Mags, and New Model Army,,.
En juillet 2009, la Knitting Factory de Los Angeles ferme ses portes. Un nouvel emplacement est toujours recherché en juillet 2010.
Le dernier concert à Tribeca fut tenu le 25 juillet 2009 par le groupe 12.000 Trees dans lequel jouaient trois membres de l'équipe de la Knitting Factory, une façon de dire au-revoir à ce club avant qu'il rejoigne son nouvel emplacement à Brooklyn,, à la place du Luna Lounge au 361 Metropolitan Avenue, le 9 septembre 2009. Complètement rénovée, la salle peut maintenant accueillir 300 personnes, possède un bar indépendant, et propose différents spectacles comme des projections de films, des pièces de comédie, et des spectacles pour enfants.